# Gemeinschaftsregel
Die Gemeinschaftsregel (hebräisch סֶרֶךְ הָעֵדָה Serech ha-ʿEdah) ist eine antike jüdische Schrift in hebräischer Sprache, die unter den Schriftrollen vom Toten Meer gefunden wurde.

## Beschreibung der Handschrift
Die Gemeinschaftsregel ist lediglich in einer einzigen Handschrift, Siglum 1QSa bzw. 1Q28a, erhalten. Diese beinhaltet zwei Kolumnen Text, die ursprünglich zu einer größeren Schriftrolle gehörten, welche auch die „Gemeinderegel“ und die „(Regel der) Segenssprüche“ (סֶרֶךְ הַבְּרָכוֹת Serech ha-Brachōt) enthielt. Aufgrund von Vergleichen der Schriftformen wird die Handschrift in das erste Viertel des ersten vorchristlichen Jahrhunderts datiert.

## Inhalt
Die Gemeinschaftsregel zeigt zahlreiche Übereinstimmungen mit der Gemeinderegel. Ihr Schwerpunkt liegt allerdings auf der Beschreibung eines eschatologischen Festmahles und seiner Ordnung. Auffällig ist, dass die Gemeinschaftsregel auch von Frauen und Kindern spricht.

## Textausgaben und Übersetzungen
- Jacob Licht: The Rule Scroll. Jerusalem 1965. [Hebräisch]
- Eduard Lohse (Hg.): Die Texte aus Qumran. Hebräisch und Deutsch mit masoretischer Punktation, Übersetzung, Einführung und Anmerkungen. Darmstadt 21971, 45-51.286. ISBN 3-466-20067-9